# Кіокушинкай
Кіокушинкай (також: кіокусінкай, кьокушинкай, кьокусінкай, яп. 極真会 Kyokushin-kai, кьокушін-кай, «союз найвищої істини») — стиль карате, заснований Масутацу Оямою в 1950-х роках. Кіокушинкай вважається одним з найжорстокіших і найскладніших стилів карате. Стиль Кіокушинкай був створений на противагу безконтактним школам і самому принципу «карате без контакту». Демонструючи світу міць реального карате, Кіокушинкай поступово завоював популярність у багатьох країнах, а пізніше ліг в основу ряду інших контактних стилів карате.

## Заснування Кіокушинкай
Для засновника Кіокушинкай карате, Масутацу Оями, сенс усього його подвижницького життя полягав у відродженні карате як воєнного мистецтва. Проголошуючи ідеал будо-карате, Ояма рішуче відділяв усю систему військового виховання і практики від спорту, слідуючи військовим традиціям Японії і духу бусідо.
Масутацу Ояма був незадоволений ефективністю бойових систем, якими він займався. Він пішов у гори, де сам інтенсивно тренувався протягом півтора року. Пізніше здійснив турне по США, де проводив спаринги із боксерами, професійними борцями і просто вуличними бійцями; не задовольняючись цим, він виступав як своєрідний тореадор у боях із биками, убивши трьох і поламавши роги іншим. Почав вивчати карате в 1946 році, а свою власну систему створив у 1956 році. Наголос робиться більше на бойову ефективність, ніж на оздоровчий аспект або розвиток моральних якостей. Масутацу Ояма говорив про виродження японських і окінавських стилів карате, називаючи їх «танцем карате».
«Найсильніше карате» продемонструвало свою реальну міць насамперед на спортивних татамі, а чемпіонати світу з Кіокушинкай карате претендували на статус «Олімпійських ігор у карате». Розвиток стилю Кіокушинкай у багатьох країнах виявився пов'язаним зі спортивними організаціями та олімпійським рухом, спортивними єдиноборствами і далекими від виховання воїнів методиками спортивної підготовки.
За півстоліття існування Кіокушинкай карате воно міцно утвердилося серед спортивних єдиноборств, закономірно змінивши і постановку мети, і орієнтацію, і систему підготовки бійців. Наслідком цих змін стали стрімкий розвиток цього виду спорту і вражаючі спортивні досягнення.
Кіокушинкай карате — надзвичайно видовищний вид спорту. Спортивні поєдинки (куміте) проводяться у повний контакт без захисного спорядження (шоломів, рукавичок чи протекторів). Єдине обмеження — заборона ударів руками в голову. Цілком контактні бої, насичені різноманітними ударами ногами, колінами, ліктями та потужними ударами руками, незмінно привертають до змагань з Кіокушинкай карате увагу великого числа глядачів.

## Символи

### Ієрогліфічний символ Кіокушинкай
Слово «Кіокушинкай» складається з трьох ієрогліфів:
- кьоку (яп. 極, межа, край, полюс);
- шін (яп. 真, правда, дійсність, реальність, істина);
- кай (яп. 会, організація, суспільство, союз).

Як правило, кандзі «Кіокушинкай» зображується в каліграфічному виконанні.
Найбільш часто зустрічається в літературі трактування символу «Кіокушинкай» — союз абсолютної істини, хоча зустрічаються і такі переклади як, наприклад, «суспільство граничної реальності».

### Символ Канку

Символ Канку.

Символ Канку відбувається з ката Канку-дай. У цій ката руки піднімаються по колу, якби окреслюючи небо, і так формується символ. Точки в Канку представляють пальці і позначають межі або піки. Товсті секції представляють зап'ястя і позначають силу. Центр представляє нескінченність, позначаючи глибину. Символ вписаний в коло і ув'язнений в ньому, що позначає плинність і круговий рух.
За життя засновника Кіокушинкай карате було символом Міжнародної Організації Кіокушинкай і асоціювалося з самим стилем Кіокушинкай. Однак з'явилися в середині 1990-х років Федерації, розвиваючі Кіокушинкай, мали свої власні символи (наприклад, «велика хвиля» у IFK, «кокоро» у WKO, «вихор» у IBK).

## Клятва Кіокушинкай
- Ми тренуватимемо наші серця і тіла для досягнення твердого та непохитного духу. (яп. 一, 我 々 は 心身 を 練 磨 し 確 固 不 抜 の 心 技 を 極 め る こ と, хітоцу, варе варе ва, сінсін о реммасі, какко фубацу но сінґі о ківамеру кото)
- Ми слідуватимемо істинному змісту шляху воїна, щоб наші почуття завжди були напоготові. (яп. 一, 我 々 は 武 の 真 髄 を 極 め 機 に 発 し 感 に 敏 に な る こ と, хітоцу, варе варе ва бу но сіндзуй о ківаме, кі ні хассі, кан ні бін нару кото)
- З істинним завзяттям ми розвиватимемо в собі дух самовідмови. (яп. 一, 我 々 は 質 実 剛健 を 以 っ て 克己 の 精神 を 涵養 す る こ と, хітоцу, варе варе ва сіцудзіцу го:кен о мотте, дзіко но сейсін о канйо: суру кото)
- Ми дотримуватимемося правил етикету, поважатимемо старших і утримуватимемося від насильства. (яп. 一, 我 々 は 礼節 を 重 ん じ 長 上 を 敬 し 粗暴 の 振 舞 い を 慎 む こ と, хітоцу, варе варе ва рейсецу о мондзі, тьо:дзьо: о кейсі, собо: но фурумай о цуцусіму кото)
- Ми шануватимемо наших богів і ніколи не забудемо справжню чесноту скромності. (яп. 一, 我 々 は 神 仏 を 尊 び 謙 譲 の 美 徳 を 忘 れ ざ る こ と, хітоцу, варе варе ва сімбуцу о то:тобі, кендзьо: но бітоку о васуредзару кото)
- Ми прагнутемо мудрості і силі, не відаючи інших бажань. (яп. 一, 我 々 は 智性 と 体力 と を 向上 さ せ 事 に 望 ん で 過 た ざ る こ と, хітоцу, варе варе ва тісей то тайрьоку то о ко:дзьо: сасе, кото ні нодзонде аяматадзару кото)
- Усе наше життя через карате ми прагнутимемо виконати дійсне призначення шляху Кіокушинкай. (яп. 一, 我 々 は 生涯 の 修行 を 空手 の 道 に 通 じ 極 真 の 道 を 全 う す る こ と, хітоцу, варе варе ва сьо:ґай но сюґьо: о карате но міті ні цу:дзі, кьокусін но міті о матто: суру кото)

Кожен рядок закінчується словом «клянусь». Клятва Кіокушинкай видрукувана на останній сторінці кожного будо-паспорта.

## Ритуальні поклони
На початку і наприкінці заняття, при вході в доджьо і виході з нього, а також перед кожним куміте виконуються ритуальні поклони, що виражають повагу до вчителя, учнів, тренувального залу і символів Кіокушинкай. Розрізняють такі види ритуальних поклонів:
- сіндзен ні рей (яп. 神 前 に 礼, уклін «вівтарю» школи, духу карате; дослівно «уклін перед богами»)
- сіхан ні рей (яп. 師範, уклін сіхану, з 5-го дана і вище)
- сенсей ні рей (яп. 先生 に 礼, уклін учителю, з 3-го дана і вище)
- семпай ні рей (яп. 先輩 に 礼, уклін старшому, від сьодан до нідан)
- отаґай ні рей (яп. お 互 い に 礼, уклін один одному, дослівно: «уклін супернику»).

## Система ступенів
Як у більшості бойових мистецтв Японії, в Кіокушинкай розрізняють учнівські (кю) і майстерські (дані) ступеня. У Кіокушинкай десять кю (10-й кю є наймолодшим, 1-й — найстаршим) і десять данів (1-й дан — наймолодший, 10-й — найстарший). Кожному ступеню відповідає пояс (пас) певного кольору — однотонний або з однією чи декількома поперечними смужками, нашитими на правий кінець пояса. Традиційно, данам відповідає чорний пояс. На чорний пояс нашиваються жовті (золоті) смужки, кількість яких — від одного до десяти — відповідає дану (з першого по дев'ятий). Десятому данові відповідає червоний пояс. Як шана пам'яті засновника Кіокушинкай, 10-й дан у Кіокушинкай не присвоюється і навічно закріплений за Оямою.
Система кольорів учнівських поясів (кю) значно відрізняється від системи кольорів поясів в інших бойових мистецтвах і має більш глибоке значення, ніж простий перехід від світлого кольору до більш темного при збільшенні ступеня. Кольори учнівських поясів об'єднані в п'ять груп, що мають один колір, причому на пояс, відповідний більш старшому кю, нашивається смужка кольору більш старшої групи (виняток — пояс 1-го кю має жовту смужку, хоча іноді можна побачити і чорну). Нижче наводиться система кольоровості учнівських поясів з описом сенсу кольору.
| 10 кю (білий або помаранчевий пояс)                    |  | чистота і незнання         |
| 9 кю (білий або помаранчевий пояс з блакитною смужкою) |  |                            |
| 8 кю (блакитний пояс)                                  |  | колір неба при сході Сонця |
| 7 кю (блакитний пояс з жовтою смужкою)                 |  |                            |
| 6 кю (жовтий пояс)                                     |  | схід сонця                 |
| 5 кю (жовтий пояс із зеленою смужкою)                  |  |                            |
| 4 кю (зелений пояс)                                    |  | розквітла квітка           |
| 3 кю (зелений пояс з коричневою смужкою)               |  |                            |
| 2 кю (коричневий пояс)                                 |  | зрілість                   |
| 1 кю (коричневий пояс із золотою смужкою)              |  |                            |
| 1-9 дан (чорний пояс)                                  |  | мудрість                   |
| 10 дан (червоний пояс)                                 |  |                            |

Колір поясів, відповідних 10 і 9 кю в різних організаціях може бути різним. В організаціях, переважно розвинулися з IKO, він помаранчевий, в організаціях, переважно розвинулися з IFK, — білий.

### Білий пояс
Білий пояс-рівень чистоти і потенціалу
Білий, як і чорний колір, рідко зустрічається в природі у чистій формі, білий відбиває всі світлові хвилі і не поглинає ніяких і має у собі усі хвилі світлового спектра, таким чином білий символізує потенціал нового студента в досягнення інших ступенів. Все, про що ви мрієте, все на що сподіваєтесь, вже сховано всередині вас, а тренування все виведуть на зовні.

Білий — це символ чистоти. Серце студента з білим поясом повне надії і чистоти. Але з першим тренуванням безумовність білого пояса пропадає, тому дороги назад вже нема. 

### Оранжевий пояс
(10-й і 9-й кю)
Оранжевий — символізує елемент землі. Через декілька місяців серйозних тренувань, пояс нового студента стає брудним, злегка темнішим. На цей момент студент готується до екзамену на оранжевий пояс. У міру наближення екзамену, головна мета має бути сконцентрована на розумінні фізичної основи карате. Це розуміння приходить через практику концентрації в стійках, стабільності  — зенкуцу-дачі, санчін-дачі — і через контроль тіла, направленого на правильність виконання рухів у цих стійках.

Також студент, який готується на оранжевий пояс, мусить добре вивчити етикет і процедуру доджо(залу), на яких базуються тренування і життя каратека.

### Голубий пояс
(8-й і 7-й кю)
Голубий пояс — рівень змін, здібності до пристосування. Після періоду укріплення знань на рівні розуміння боєць готується до екзамену на 8 кю або голубий пояс. В Японії цей рівень відомий під назвою «ступінь кольору води». Цей колір — символ елемента Води. Голубий колір нагадує студенту про мінливість елемента води.
Одним із сильних елементів голубого поясу має бути гнучкість (фізична і розумова), тому він інтенсивно працює над тим, щоб встановити навички покращення гнучкості через розтяжку. Він також вчиться пристосовуватись, перемагаючи втому. Це все, об'єднуючи з фізичною підготовкою, знаннями оранжевого ступеня, розвиває координацію, навчаючись контролювати баланс і техніку у будь-який час.
| Ступінь  | Пояс                                  |
| -------- | ------------------------------------- |
| 10 кю    | Помаранчевий пояс                     |
| 9 кю     | Помаранчевий пояс зі срібною смужкою  |
| 8 кю     | Синій пояс                            |
| 7 кю     | Синій пояс зі срібною смужкою         |
| 6 кю     | Жовтий пояс                           |
| 5 кю     | Жовтий пояс зі срібною смужкою        |
| 4 кю     | Зелений пояс                          |
| 3 кю     | Зелений пояс зі срібною смужкою       |
| 2 кю     | Коричневий пояс                       |
| 1 кю     | Коричневий пояс зі срібною смужкою    |
| 1—10 дан | Чорний пояс з 1—10 золотими полосками |

### Жовтий пояс
(6-й і 5-й кю)
Жовтий колір є колір елемента Вогню. До жовтого поясу студент концентрувався суто на фізичній майстерності — баланс, стійкість, координація, загальна технічна здібність. Жовтий пояс потребує від студента серйозного обдумування не тільки фізичної підготовки, але також психологічних аспектів тренувань, таких як: сприйняття, усвідомлення, утвердження сили волі. Дух Елемента Вогню оживляє нас і змушує усвідомити фізичну силу волі в карате, навчитись використовувати свій інтелект при координації базових фізичних понять карате. Студент стає більш впевненим у своїх можливостях, які ростуть, і впевненішим у своїх діях. Він удосконалює свої знання карате і вчиться виконувати всі рухи багаторазово і правильно. Це дуже важливо на цьому рівні, бо якщо не звертати великої уваги на технічну точність у підготовці, то потім можуть виникнути серйозні ускладнення у прогресивному русі до вищих ступенів.

### Зелений пояс
(4-й і 3-й кю)
Зелений пояс — рівень зрілості, мудрості й любові. Його можна отримати, змішуючи жовтий (елемент вогню) і блакитний (елемент води). Рівень зеленого поясу — це точка відліку, це перший рівень старших поясів.

Майбутній власник зеленого поясу вчиться приймати людей такими, як вони є, розуміючи, що очима не побачиш всього, що є в основі речей. Таким чином, стаючи більш уважним до інших, особистість стає збалансованою. Зелений пояс свідчить, що сила без мудрості і співчуття стає руйнівною, небезпечною і жорстокою. Масутацу Ояма говорив: «Сила без справедливості — це насилля, справедливість без сили — немічність».

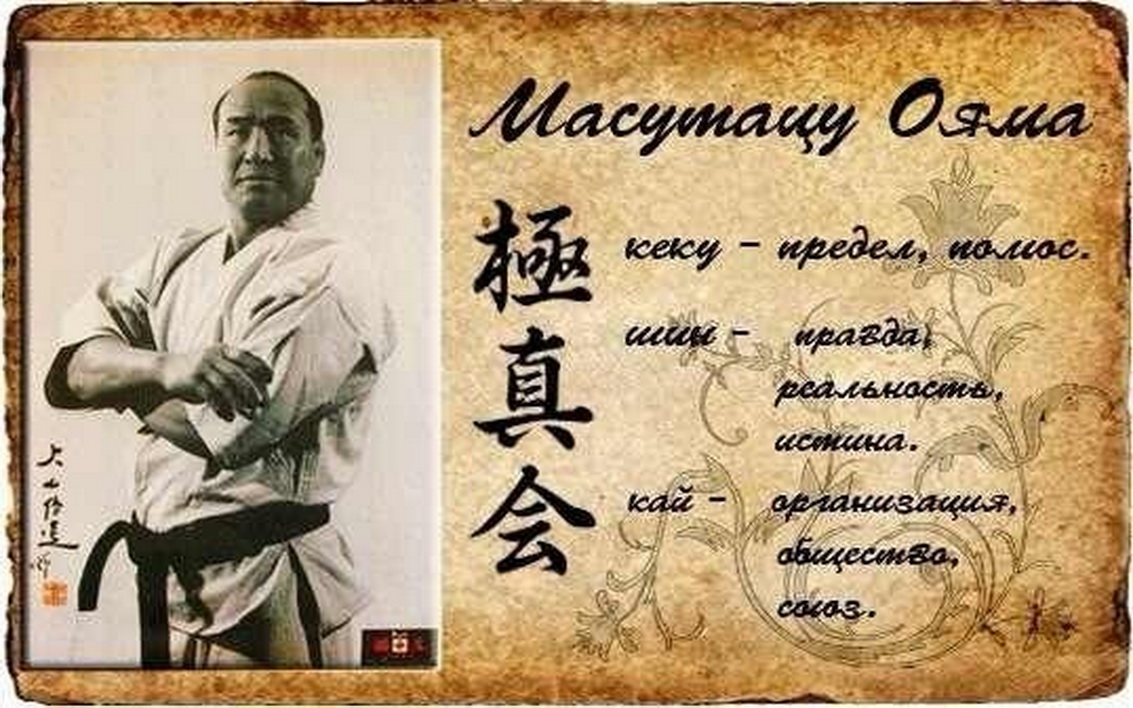
Масутацу Ояма

Студент на цьому рівні пізнає істинний зміст любові до інших. Людина карате не має бути байдужим до долі і стану людей.
Тренування на цьому рівні стають більш серйозними, приділяється увага правильному диханню. Володар зеленого поясу старається розвинути безстрашність у спарингу, прагнення оволодіти спокоєм, який вводить в оману противника.

### Коричневий пояс
(2-й і 1-й кю)
Коричневий пояс — це дуже важливий рівень і до тренувань на цей пояс треба підходити  серйозно, відповідально і зріло. До цього часу студент повинен бути дуже сильним і спокійним при виконанні техніки, при цьому має прагнути досягти ще вищого рівня майстерності. В спарингу необхідно розвивати уміння контролювати противника завдяки відчуттю часу і відстані.
Творчість стає найбільш продуктивною тому що коричневий пояс легко розвиває свої власні технічні варіанти, спираючись на психофізичні основи карате.
До цього рівня студент вже має навчитися контролювати негативні розумові риси, які властиві особистості — це злість, жаль до себе, ревність, заздрість (негативні риси оранжевого поясу), гордість, упадок духу, невігластво (негативні риси голубого поясу), перебільшення, мстивість, нещирість (негативні риси жовтого поясу), скупість, оман, зрада (негативні риси рівня зеленого пояса). Ви мусите робити крок за кроком вперед, щоб контролювати свою особистість, кожен раз, повертаючи голову назад, дивитись на себе, щоб переконатись, що ви контролюєте себе і склад свого розуму.

Дуже часто каратека стає самозадоволеним на рівні коричневого поясу, задоволеним тим, що знаходиться на вершині молодших ступенів. Така Людина не готова прийняти виклик юданша, можливо, розуміючи, що зміни в його позиції означатимуть, що він ніколи більше не буде таким, як раніше. Виправдань завжди багато, а справжніх серйозних причин виключно мало. «Вивчення бойового мистецтва — це як підйом на гору по біговій доріжці, яка біжить до низу, зупинився — і тебе знесло» (О. Гончаренко. [Архівовано 27 вересня 2019 у Wayback Machine.]).

### Чорний пояс
(1—10-й дан)
Крок від коричневого поясу до Чорного — найважливіший у житті каратека. Чорний пояс — це загальна мета багатьох каратека. Його вимоги дуже високі, і багато тих, хто рухається до нього, на якомусь етапі задовольняються нижчим рівнем майстерності, не бажаючи зустрітись із величезними вимогами до юданша.
Усе ж досягнення першого дана — це не кінець шляху, а його новий початок, тому тут нема місця гордості і егоїзму.

## Іспити
Для присвоєння учнівських та майстерень ступенів претенденти повинні здати іспити, які включають тести на знання базової техніки, ката, вправи на силу і витривалість, куміте, тамесіварі. В усній формі може питатися знання теорії та філософії карате.
Для складання іспиту на ту чи іншу ступінь претендент зобов'язаний виконати також і вимоги на всі попередні ступеня. Так, претенденту на 6-й кю потрібно продемонструвати знання техніки, ката і теорії з 10-го по 6-й кю.
Претендент, який успішно склав усі тести, отримує сертифікат із зазначенням захищеного ступеня, запис в будо-паспорт і право носити пояс відповідного кольору.
Існують мінімальні тимчасові інтервали між іспитами, що розрізняються в різних федераціях. Для отримання старших ступенів ці інтервали більше, ніж для отримання молодших. Як правило, на молодші учнівські ступені допускається проводити іспити кожні п'ять-шість місяців, а для здачі іспиту на третій дан повинно пройти не менше півтора-двох років після отримання другого дана. За один іспит можливо привласнення лише одного ступеня, причому ступеня присвоюються в суворій послідовності, пропуск тій чи іншій мірі не допускається. Лише учням, які відмінно склали іспит на 10-й кю може бути дозволена здача іспиту на 9-й, та в доволі рідкісних випадках на 8-ий кю в той же день.
У різних федераціях і школах Кіокушинкай екзаменаційні вимоги на різні ступені розрізняються, часто — значно, тому ступеня, присвоєні в одній федерації, можуть не визнаватися в інших федераціях.
Учнівські та майстерні ступеня присвоюються довічно. Позбавлення мірою може бути пов'язане лише з важким дисциплінарним поступком.
Одним з вищих досягнень і найскладнішим екзаменом в Кіокушинкай вважається проходження тесту 100 боїв — хякунін-куміте.

## Номенклатура
- кохай (яп. 後輩, kōhai, молодший);
- семпай (яп. 先輩, senpai, старший);
- сенсей (яп. 先生, sensei, учитель, майстер, що володіє 3-4 даном; у виняткових випадках — також 1-2 дани);
- сіхан (яп. 師範, shihan, майстер з 5—7 даном);
- хансі (яп. 範士, hanshi, майстер з 8—9 даном);
- кантьо: (яп. 官庁, kanchō) майстер-наставник всієї організації;
- сосай (яп. 総裁, sōsai) шеф, директор всієї організації.

## Загальні терміни
- Куміте — «зустріч рук», спаринг
- Іппон-куміте (яп. 一 本 組 み 手) — навчальний спаринг на один крок
- Самбон-куміте (яп. 三 本 組 み 手) — навчальний спаринг на три кроки
- Доджьо — «місце, де шукається шлях», тренувальний зал
- Ката — «форма», технічний комплекс
- Кіай (яп. 気 合) — крик, який супроводжує сконцентрований удар
- Кіхон — базова техніка
- Ос (яп. お っ す) — слово, яке супроводжує всі поклони, а також підтверджує готовність до бою
- Обі — пояс
- Рей (яп. 礼) — уклін

## Ката
У Кіокушинкай карате вивчаються наступні ката:
- Тайкьоку 1, 2, 3 — створені Ґітін Фунакосі в 1940-х роках для навчання новачків
- Тайкьоку 1, 2, 3-ура (ті ж ката Тайкьоку, тільки основні переміщення виконуються не простим кроком, а з розворотом через спину)
- Пінан 1, 2, 3, 4, 5 — створені Ітосу Анко шляхом спрощення більш складних китайських форм
- Пінан 1, 2, 3, 4, 5-ура (ті ж ката Пінан, тільки основні переміщення виконуються не простим кроком, а з розворотом через спину)
- Сантін-но-ката
- Янцу
- Сайха
- Цуки-но-ката
- Тенсьо
- Гекусай-дай
- Гекусай-се
- Сейентін
- Канку-дай
- Гарю
- Сейпай
- Сусі хо

## Одяг
Стилем Кіокушинкай, як і багатьма іншими видами східних єдиноборств, займаються в догі (або кейкогі), часто неправильно званим кімоно, що складається зі штанів, куртки вільного крою і пояса. У Кіокушинкай карате використовуються догі тільки білого кольору, а колір пояса повинен відповідати ступеню займається. Догі для Кіокушинкай дещо відрізняється від традиційного, маючи більш короткі рукава — приблизно до ліктів або трохи нижче. Такий самий крій характерний для стилів, що сталися від Кіокушинкай (Асіхара канкай, Кудо, Сейдокай, Енсіно).
Догі і пояс мають нашивки, що визначаються конкретною федерацією і школою. Але, як правило, для всіх шкіл характерна нашивка у вигляді каліграфії «Кіокушинкай» на лівій стороні грудей.

## Кіокушинкай вЄвропі
Засновником Кіокушинкай в Європі вважається Йон Блюмінг. 2 січня 1962 року Йон Блюмінг за дорученням Масутацу Оями створює першу європейську асоціацію карате, названу NKA (Netherlands Karate Association). Ім'я Йона Блюмінга стає невід'ємним ще від молодого європейського карате. Під його керівництвом нова школа швидко набирала силу і популярність. На початку 1970-х Йон Блюмінг залишає лідерство в організації своїм учням, а сам створює нову організацію Кіокушин Будокан Карате.

## Деякі представники Кіокушинкай
- Стів Арнейл
- Йон Блюмінг
- Анджей Древняк
- Адемір так Коста
- Кук, Девід Чарльз
- Дольф Лундгрен
- Акійосі Мацуї
- Тадасі Накамура
- Масутацу Ояма
- Сігеру Ояма
- Ясухико Ояма
- Хацуо Рояма
- Енді Хуг